# La biblioteca della magia
La biblioteca della magia (The Bureau of Magical Things) è una serie televisiva australiana del 2018 creata da Jonathan M. Shiff. La serie viene trasmessa in prima visione in Australia dall'8 luglio 2018 sulla rete televisiva Eleven. A novembre 2019 è stata rinnovata per una seconda stagione, trasmessa su 10 Shake dal 10 luglio 2021.
In Italia va in onda dal 10 giugno 2019 su TeenNick e, dalla seconda stagione, su Nickelodeon.

## Trama
Una ragazza che non credeva nella magia ora deve salvare il mondo intero, perché le specie animali della magia si stanno per estinguere dopo che l'uomo di oggi ha fatto credere nell'inesistenza di questa cosa.

## Personaggi e interpreti

### Personaggi principali
- Kyra, interpretata da Kimie Tsukakoshi, doppiata da Antilena Nicolizas.
La sua vita è cambiata dopo un incontro con un libro magico, che la fa diventare in parte umana, in parte elfo e in parte fata.
- Imogen, interpretata da Elizabeth Cullen, doppiata da Silvia Avallone.
Un elfo che si allena per far parte del Dipartimento di Magical Intervention (DMI).
- Lily, interpretata da Mia Minles, doppiata da Sara Ferranti.
Una fata che si allena per far parte del Dipartimento di Magical Intervention (DMI).
- Darra, interpretato da Julian Cullen, doppiato da Gabriele Vender.
Un elfo che si allena per far parte del DMI e fratello di Imogen.
- Ruksy, interpretata da Rainbow Weddel, doppiata da Serena Sigismondo .
Una fata che si allena per far parte del DMI e amichevole con Lily.
- Professor Maxwell, interpretato da Christopher Sommers, doppiato da Lorenzo Scattorin.
Proprietario di una libreria e insegnante del DMI ed è mezzo umano e mezzo elfo.

### Personaggi ricorrenti
- Mathilda, interpretata da Arnijka Larcombe-Weate, doppiata da Elisa Angeli.
Amica di Kyra che non conosce i suoi poteri magici.
- Steve, interpretato da Steve Nation, doppiato da Gianluca Tusco.
Patrigno di Kyra e ufficiale di polizia che non conosce i suoi poteri magici.
- Orla, interpretata da Melanie Zanetti, doppiata da Benedetta Ponticelli.
Un elfo che è uno dei migliori agenti del DMI.
- Sean, interpretato da Nicholas Bell, doppiato da Antonio Sanna.
Direttore del DMI.

## Produzione
La serie è girata in Australia e la produzione di una prima stagione da 20 episodi è stata annunciata il 17 luglio 2017. È stata rinnovata per una seconda stagione a novembre 2019, ma la produzione ha subìto dei ritardi a causa della pandemia di Covid-19.

## Episodi
| Stagione         | Episodi | Prima TV Australia | Prima TV Italia |
| ---------------- | ------- | ------------------ | --------------- |
| Prima stagione   | 20      | 2018               | 2019            |
| Seconda stagione | 20      | 2021               | 2021            |